# Montserrat Cabré i Pairet
Montserrat Cabré i Pairet (L'Hospitalet de Llobregat, 1962) és una historiadora catalana, doctorada en Història Medieval per la Universitat de Barcelona i catedràtica d'història de la ciència a la Universitat de Cantàbria. La seva faceta com a investigadora s'ha focalitzat en qüestions d'història de les dones, especialment, la història de la medicina, de la ciència i de la cultura. També ha aprofundit en el monaquisme medieval. Forma part de l'Associació Espanyola de Recerca d'Història de les Dones.

## Trajectòria
Formada a les aules de Duoda i vinculada al Centre d'Estudis de L'Hospitalet, ha fundat i dirigit (2004-2010) l'aula interdisciplinar Isabel Torres de Estudios de las Mujeres y del Género de la Universitat de Cantàbria. La seva recerca ha resultat en nombrosos treballs sobre cultura de l'edat mitjana i de la primera edat moderna, especialment els relacionats amb la història del cos i de les pràctiques de salut de les dones. També s'ha interessat per les autores medievals i renaixentistes, especialment per les que van participar en les primeres fases de la querella de les dones, així com per la singularitat de la plasmació escrita dels coneixements de les dones durant aquell període. Les seves investigacions més recents tracten sobre la capacitat d'agència de dones i homes en l'atenció a la salut, en particular al voltant de les pràctiques d'autotractament a l'Espanya baixmedieval i renaixentista.

## Publicacions destacades
- Cabré i Pairet, Montserrat. La cura del cos femeni i la medicina medieval de tradicio llatina. Els tractats de ornatu i de decorationibus atribuïts a Arnau de Vilanova, trotula de mestre Joan i Flos del tresor de beutat atribuit a Manuel Díez de Calatayud (Tesi).  Universitat de Barcelona, 1995.
- Cabré i Pairet, Montserrat. La cura del cos femení i la medicina medieval de tradició llatina : els tractas "De ornatu" i "De decprationibus mulierum" atribuïts a Arnau de Vilanova, "Tròtula" de mestre Joan i "Flors del tresor de beutat" atribuït a Manuel Dieç de Calatayud.  Barcelona: Publicacions Universitat de Barcelona, 1996. ISBN 84-475-1293-2.
- Cabré i Pairet, Montserrat «Medieval Women's Writing in Catalan: Textual Inscriptions of Feminine Authority». La corónica: A Journal of Medieval Hispanic Languages, Literatures & Cultures, 32, 1, 2003, pàg. 23–41. ISSN: 0193-3892.